# Alice et le Pickpocket
Alice et le Pickpocket  (titre original : The Clue in the Jewel Box, littéralement : L'Indice dans la boîte à bijoux) est le vingtième roman de la série américaine Alice (Nancy Drew en VO) écrit par Caroline Quine, nom de plume collectif de plusieurs auteurs. L'auteur de ce roman est Mildred Wirt Benson. 
Aux États-Unis, le roman a été publié pour la première fois en 1943 par Grosset & Dunlap, New York. En France, il est paru pour la première fois en 1963 chez Hachette Jeunesse dans la collection « Bibliothèque verte » sous le no 229. Il n'a plus été réédité en France depuis 1995. 

## Résumé
Remarque : le résumé est basé sur l'édition cartonnée non abrégée parue en 1963 en langue française.
Une vieille dame d'origine étrangère est prise d'un malaise dans le restaurant où déjeunent Alice et ses amies Bess et Marion. À la demande de l'inconnue, les jeunes filles la ramènent chez elle. La maison de la dame, Mme Alessandro, est remplie de bibelots et d'objets décoratifs de grande valeur. 
Mme Alessandro explique qu'elle était arrivée aux États-Unis plusieurs années auparavant à la suite de la révolution qui avait éclaté dans son pays d'origine : toute sa famille avait été massacrée ; seul son petit-fils, Michel, alors petit garçon, avait réussi à quitter le pays grâce à l'aide de sa gouvernante. 
Mais nul ne sait où il se trouve aujourd'hui, et les efforts de Mme Alessandro pour le retrouver ont été vains...

## Personnages

### Personnages récurrents
- Alice Roy, jeune fille blonde, détective amateur, orpheline de mère, fille de James Roy.
- James Roy, avoué[2] de renom, père d'Alice Roy, veuf.
- Bess Taylor, jeune fille blonde et rondelette, une des meilleures amies d'Alice.
- Marion Webb, jeune fille brune et sportive, cousine germaine de Bess Taylor et une des meilleures amies d'Alice.
- Ned Nickerson, jeune homme brun et athlétique, ami et chevalier servant d'Alice, étudiant à l'université d'Emerson.
- Sarah, la fidèle vieille gouvernante des Roy, qui a élevé Alice à la mort de sa mère.

### Personnages spécifiques à ce roman
- Jeannette : une amie d'Alice.
- Bill : un ami de Ned Nickerson, étudiant à l'université d'Emerson.
- Marie Alessandro : vieille dame, mère du roi d'un pays non cité.
- Le prince Michel : petit-fils de Marie Alessandro.
- Louisa : la bonne de Marie Alessandro.
- M. Faber : antiquaire de River City.
- Francis Beaume : malfaiteur.
- M. Dorrance : malfaiteur.
- Lydia Kovna : une modéliste étrangère.
- M. Masson.

## Éditions françaises
Note : Toutes les éditions ont paru aux éditions Hachette Jeunesse.
- 1963 : Alice et le Pickpocket — coll. « Bibliothèque verte » no 229, cartonné (français, version originale). Illustré par Albert Chazelle. Texte français de Hélène Commin. 24 chapitres. 248 p.
- 1976 : Alice et le Pickpocket — coll. « Idéal-Bibliothèque », cartonné (français, version abrégée). Illustré par Jean-Louis Mercier. Texte français de Hélène Commin. 14 chapitres. 169 p.
- 1994 : Alice et le Pickpocket — coll. « Bibliothèque verte » no 484, souple (français, version abrégée). Illustré par Philippe Daure.